# Deutsche Volleyball-Bundesliga 1984/85 (Männer)
Die Saison 1984/85 der Volleyball-Bundesliga war die elfte Ausgabe dieses Wettbewerbs. Der Hamburger SV wurde Deutscher Meister. Die SSF Bonn und Passau mussten absteigen.

## Mannschaften
In dieser Saison spielten folgende zehn Mannschaften in der Bundesliga:
- VdS Berlin
- SC Fortuna Bonn
- SSF Bonn
- VfB Friedrichshafen
- USC Gießen
- Hamburger SV
- TSV Bayer Leverkusen
- TSV 1860 München
- VBC Paderborn
- VC Passau

## Ergebnisse
Nach der Hauptrunde ermittelten die vier besten Mannschaften in der Endrunde den neuen deutschen Meister.

### Hauptrunde
|     | Verein          | Punkte | Sätze |
| --- | --------------- | ------ | ----- |
| 1.  | Hamburg         | 34:2   | 52:13 |
| 2.  | Paderborn       | 28:8   | 48:24 |
| 3.  | Leverkusen      | 24:12  | 43:26 |
| 4.  | Berlin          | 20:16  | 40:30 |
| 5.  | Fortuna Bonn    | 18:18  | 35:36 |
| 6.  | Gießen          | 16:20  | 29:39 |
| 7.  | München         | 16:20  | 30:42 |
| 8.  | Friedrichshafen | 14:22  | 31:41 |
| 9.  | SSF Bonn        | 8:28   | 28:47 |
| 10. | Passau          | 2:34   | 13:51 |

### Endrunde
|    | Verein     | Punkte | Sätze |
| -- | ---------- | ------ | ----- |
| 1. | Hamburg    | 27:3   | 68:19 |
| 2. | Paderborn  | 22:8   | 62:33 |
| 3. | Leverkusen | 16:14  | 54:41 |
| 4. | Berlin     | 12:18  | 46:47 |